# 九州醤油
九州醤油（きゅうしゅうじょうゆ）とは、主に九州地方で食されている醤油である。甘口醤油（あまくちじょうゆ）とも呼ばれる。

## 概要
九州醤油は、福岡、熊本、鹿児島をはじめとした九州全域に加え、山口県西部や沖縄県でも一般的に使用されている。
九州内では宮崎や鹿児島など南の方に行くに連れて甘口になるとされる。
地域によっては「刺身醤油」などとも称され、刺身や冷ややっこ、煮物などの料理に用いられることが多い。九州醤油にはいくつかの種類が存在し、用途や地域ごとに使い分けられている。熊本県では馬刺しなどに合わせて特別に調整された醤油が存在する。
製造業者、家庭ごとに風味にも違いがあり、地元の味として家庭料理や飲食店に根付いている。

## 特徴
最大の特徴は、一般的な醤油に比べて砂糖が入っており、甘口である点である。原材料には醤油本来の大豆や小麦に加え、砂糖、みりんなどの甘味料が加えられ、まろやかでコクのある甘口の味わいを生み出している。
また、甘味があることで塩味が抑えられ、醤油独特のとがった味わいがやわらぎ、素材の旨味を引き立てる役割も果たしている。特に刺身や寿司に用いられる際は、九州醤油の濃厚な風味が生魚と調和し、独特の味覚を楽しむことができる。
九州は全般的に甘い料理が多く、煮物などの調理はもちろん、味噌汁も麦味噌が好まれているなど甘めである。　人間の体の本能として、気温が高いほど甘いものが美味しく感じられるという事が関わっているのだろうと思われる。